# Капчинский, Анатолий Константинович
Анатолий Константинович Капчинский (род. 6 июня 1912 года, Саратов, Российская империя — ум. 28 июня 1942 года, Киевская область) — советский конькобежец, один из первых мастеров спорта СССР (1935), инженер. Чемпион СССР (1936, 1938 - 500 м), серебряный призёр (1938 - 1500 м), (1940 - 500 м) и рекордсмен СССР по скоростному бегу на коньках в 1936—1940 годы. Член КПСС (с 1941). Выступал за ДСО "Локомотив" (Москва).
Окончил Московский электромеханический институт инженеров железнодорожного транспорта в 1940 году.

## Биография

### Ранние годы
Родился 6 июня 1912 года в Саратове. В детстве Толя увлекался классической борьбой, которой занимался под руководством отца, Константина Северьяновича. Механик-дизелист, бывший судовой механик, наделённый большой физической силой, он знакомил сына не только с приёмами, но и воспитывал в нём упорство, выдержку, учил спортивному благородству.
Окончив семилетку, Толя мечтал о продолжении учёбы, но нужно было помогать семье. 16-летним мальчиком он работал матросом, потом чернорабочим на фабрике, а затем в геодезической партии. После этого он поступает учеником токаря на завод и уже через год получает шестой разряд. Когда стал хорошо зарабатывать, он решил продолжить учёбу и в 1931 году поступил на рабфак технологического института, а затем стал его студентом. 
Совмещать спорт, работу и учёбу было очень тяжело, но он справлялся при поддержке его мамы Елены Ивановны. Позже у Анатолия появилось увлечение парусным спортом, и он стал одним из лучших яхтсменов и пловцов Саратова, когда в 19 лет неожиданно для всех увлёкся конькобежным спортом. Настоящие коньки в те годы найти было сложно, да и стоили они дорого, поэтому первые коньки он изготовил для себя сам. Из-за отсутствия в родном городе квалифицированных тренеров азы бега на коньках ему также пришлось осваивать самостоятельно. Анатолий занимался на природных катках, изучал книги по конькобежному спорту, вырезал из газет и журналов фотографии конькобежцев. Позже, почувствовав необходимость в наставнике, пришёл на стадион «Машиностроитель». Дорожка там была короче установленной нормы (около 300 м), зато был настоящий тренер, и результаты Капчинского от тренировки к тренировке только улучшались. И вот уже победа на городских соревнованиях, затем на областных. Вполне реальной для Капчинского стала перспектива выступить через сезон-другой и на чемпионате СССР. Важную роль сыграло для спортсмена и знакомство с приехавшим в Саратов сильнейшим конькобежцем страны Константином Кудрявцевым, который с удовольствием делился с молодыми спортсменами опытом, отмечал их сильные и слабые стороны, учил, подсказывал, давал советы. Именно тогда он разглядел в Капчинском природного спринтера и предрёк ему успехи на коротких дистанциях.

### Спортивная карьера
В 1934 году он был участником похода четырёх советских яхт вокруг Скандинавии, а вскоре Капчинский впервые выступил на чемпионате СССР по конькобежному спорту. Несмотря на то, что занял он лишь 37-е место, многие опытные конькобежцы увидели в нём спортивный талант. И действительно, после года упорных тренировок Капчинский на первенстве профсоюзов, а затем и на очередном чемпионате страны завоевал первое место на дистанции 500 м, преодолев её за 45,1 с — на 0,3 с быстрее, чем непобедимый в то время Яков Мельников. Так в прошлом неудачливый и мало кому известный новичок стал вровень со знаменитыми советскими конькобежцами.
В конце 1935 года Капчинский переехал в Москву и поступил учиться в Московский электромеханический институт инженеров железнодорожного транспорта, совмещая учёбу с занятиями спорта и на дебютном чемпионате СССР в классическом многоборье он занял 4-е место. В 1936 году в СССР впервые были проведены соревнования на звания чемпионов на отдельных дистанциях, и 23-летний саратовец открыл этот список, одержав победу на дистанции 500 м. 
В 1936 и 1937 годах Анатолий становился вторым на Спартакиаде Москвы. Следующего великолепного результата Капчинский добился в 1938 году. На первенстве СССР выиграл "золото" в беге на 500 метров и "серебро" на 1500 метров, а на соревнованиях в Кирове он занял первое место на дистанции 1500 м, пробежав её за рекордное время — 2 мин 20,6 с. Это достижение оставалось непревзойдённым для советских конькобежцев целых 13 лет; лишь в 1951-м рекорд был побит, да и то на высокогорном катке Медео под Алма-Атой. Тогда, в 1938 году, ему не было равных на спринтерских дистанциях. 
Вскоре Капчинский чуть было не простился со спортивной карьерой. Он перенёс тяжелейшую ангину, давшую осложнение на почки. Вердикт врачей был суров: ни о каком спорте и речи не может идти. Но Анатолий не думал сдаваться. Прочитав всё, что только было можно, о своей болезни, он стал упорно тренироваться и уже в начале 1940 года на чемпионате страны стал 2-м в забеге на 500 метров, а 1941 году вышел на старт первенства Москвы, где занял 2-е место на дистанции 500 м, уступив лишь Кудрявцеву, и стал чемпионом столицы в беге на 5000 м. 
В том же году он одержал победу на всесоюзных соревнованиях, став первым обладателем только что учреждённого приза Верховного Совета СССР; если учесть состав участников соревнований, это было фактически равноценно завоеванию звания абсолютного чемпиона страны. Последний раз в довоенный период Капчинский вышел на лёд стадиона в Кирове 12 марта 1941 года и на 0,6 с улучшил рекордное достижение Ивана Аниканова в беге на 1000 м пятилетней давности.

### Участие вВеликой Отечественной войне
Началась война. Капчинскому отказали в повестке на фронт, так как он был инженером-железнодорожником (работал на Московской окружной дороге, позже — в научно-исследовательском институте). Тогда он вместе со многими другими спортсменами на московском стадионе «Динамо» вступил в партизанский отряд — (Отдельную мотострелковую бригаду особого назначения (ОМСБОН) НКВД СССР), бойцов которой готовили для проведения операций в тылу врага, а также к борьбе со вражескими диверсантами в тылу советских войск. Капчинского назначили командиром отделения и отправили вместе с остальными на обучение в Подмосковье. Подготовка омсбоновцев требовала много времени и усилий. Их обучали обращаться и прыгать с парашютом, стрелять из всех видов советского и немецкого оружия, ориентироваться и действовать в любой местности, совершать длительные пешие и лыжные переходы, уметь применять приёмы рукопашного боя.
В самом начале зимы 1941 года Капчинский неожиданно вновь встал на коньки, так как в Москве традиционно проводились ежегодные соревнования — открытие сезона на Патриарших прудах. На лёд вышли всего четыре участника: Константин Кудрявцев, Платон Ипполитов, Игорь Ипполитов и Анатолий Капчинский. И хоть высоких результатов этот забег не принёс, зато вошёл в историю спорта как показатель мужества и стойкости москвичей. После соревнований встретился с Николаем Королёв, который вернулся в Москву после нескольких месяцев пребывания во вражеском тылу и рассказал о формировании разведгрупп на основе ОМСБОН для наблюдений в тылу врага, сбора информации и ведения подрывной деятельности под командованием Дмитрия Медведева.
После встречи непосредственно с Д. Медведевым Капчинский был зачислен в специальный отряд «Победители», присвоено звание младшего лейтенанта. В мае 1942 года участники нового формирования закончили обучение и готовились к уходу за линию фронта.
В июне 1942 года в составе диверсионной группы был десантирован в районе станции Толстый Лес на бездействующей на тот момент железной дороге Чернигов — Овруч. 23 июня группа под командованием Дмитрия Медведева начала марш к месту постоянной дислокации на территории Ровенской области. В ночь на 28 июня, Медведев, узнав, что за его группой начато преследование со стороны Толстого Леса, отдал приказ разведгруппе под командованием Капчинского выдвинуться в район станции с задачей наблюдать за противником, в случае необходимости отвлечь его боем и задержать. Отойдя всего на полкилометра от основной группы, разведчики на берегу маленькой речки наткнулись на немцев и первыми открыли огонь. На помощь Капчинскому была направлена группа под командованием комиссара Сергея Стехова. Одновременно с этим часть немецкого отряда вышла на группу Медведева с другой стороны, для боя с которой была отправлена группа Виктора Кочеткова. Бой длился более двух часов, немецкое подразделение (солдаты и полицаи) численностью около 200 человек потеряло убитыми около 40 человек. Группа Медведева, состоявшая к моменту боя из 72 человек, потеряла убитыми двоих — Капчинский, получивший 18 пуль, и комсорг Семен Прохоров. Несколько бойцов получили ранения. Убитых похоронили на возвышенном сухом месте, на цветущей поляне, обложив могилу сухим дерном. Опознавательных знаков на могиле не было, только на своей карте Медведев пометил место захоронения крестиком.
В апреле 1965 года вдова Анатолия Капчинского Галина Гавриловна получила письмо от пионеров села Буда. Пионеры сообщали, что найдена могила Капчинского и за ней осуществляется постоянный присмотр. Летом того же года Галина Гавриловна с сыном Борисом побывала на могиле мужа, познакомилась с пионерами. Вскоре после визита Капчинских на могиле был установлен обелиск. В настоящее время захоронение Капчинского находится в лесу, в зоне отчуждения Чернобыльской АЭС, в 6,5 км от упраздненного села Кливины.

### Память
Указом Президиума Верховного Совета СССР от 26 декабря 1943 года за храбрость, мужество и самопожертвование в бою Анатолий Константинович Капчинский посмертно был награждён орденом Отечественной войны I степени.
В 1946—1995 гг. в Саратове разыгрывался приз имени А. Капчинского. Аналогичные соревнования памяти А.Капчинского проводились и в Москве с 1946 года, на которых в разное время главным судьей была вдова Капчинского Галина.

### Семья
Был женат, жена Галина Гавриловна Капчинская, в 1939 году родился сын Борис, учился в МЭИ.

## Достижения в конькобежном спорте
- Чемпион СССР 1936 года на дистанции 500 м.
- Чемпион СССР 1938 года на дистанции 500 м.
- Серебряный призёр чемпионата СССР 1938 года на дистанции 1500 м.
- Рекордсмен СССР на дистанции 1500 м на соревнованиях 1938 года в Кирове.
- Серебряный призёр чемпионата СССР 1940 года на дистанции 500 м.
- Серебряный призёр первенства Москвы 1941 года на дистанции 500 м.
- Чемпион первенства Москвы 1941 года на дистанции 5000 м.
- Рекордсмен СССР на дистанции 1000 м на соревнованиях 1941 года в Кирове.

## Боевые награды
- Орден Отечественной войны I степени (26.12.1943, посмертно).